# Pobre novio (Chile)
#PobreNovio fue una telenovela chilena creada por Alejandro Cabrera, producida por Chilefilms y transmitida por Mega desde el 9 de agosto de 2021 hasta el 7 de junio de 2022. Es protagonizada por Etienne Bobenrieth, Montserrat Ballarín y Diego Muñoz.
La historia —que está inspirada en un hecho real— se centra en un hombre que es abandonado en el altar de su matrimonio. Aquel momento se vuelve viral y se convierte en un tema de interés nacional. Tras esto, un empresario le ofrece la oportunidad de rifarse como marido, convirtiéndolo en el hombre más deseado del país.

## Argumento
Cuenta la historia de un muchacho común y sencillo llamado Santiago García (Etienne Bobenrieth), quien se desempeña como mecánico de un taller de bicicletas del barrio junto a su padre César García (Claudio Arredondo). Santiago está a punto de casarse con Pamela Donoso (Francisca Walker), una hermosa joven quien el muchacho suponía que fuera el amor de su vida; pero ella lo abandona en el altar en el último momento, y huye junto a otro hombre en una motocicleta, volviéndose viral en las redes sociales. Este insólito acontecimiento cambia para siempre el destino de los novios y el de sus familias. Es entonces cuando Santiago es inesperadamente localizado por Eduardo Santander (Diego Muñoz) el más astuto publicista de todo Chile, que le ofrece ser la cara fundamental para un concurso muy particular que tiene por nombre Se Rifa Marido. Mientras que Pamela comienza una nueva vida llena de lujos y pasión junto a Arturo Thompson (Héctor Noguera), un hombre mayor, quién fue su jefe hasta días antes del matrimonio y por casualidad, es precisamente aquel que se lleva a la novia en la motocicleta con tal de desbaratar la celebración por completo, sin saber que provocaría este singular e inesperado concurso que logrará cambiar radicalmente la vida del pobre y desafortunado novio.
Eduardo —que enviudó hace poco tiempo— suele ser acompañado por su pareja Francisca Thompson (Montserrat Ballarín), también publicista e hija de Arturo. Ella está próxima a casarse con él, pero Santiago la hace dudar, tras mostrarle una forma de vida donde el dinero no es una prioridad. Por su parte, Francisca debe enfrentar los reproches de Manuela Santander (Catalina del Río), la hija de Eduardo, que la rechaza por completo y la trata con una actitud indiferente por no decir grosera, pues no quiere que ninguna extraña se acerque a su padre; Manuela piensa que la única mujer a quien considera perfecta para ser su segunda madre es su terapeuta Mónica Olavarría (María José Necochea), con quién tiene un lazo fuerte que nunca podría quebrantarse con nada. 
El principal quiebre en la familia de los novios se da en Las Picapiedras, un almacén bien administrado conjuntamente entre Vilma Flores (Carolina Arregui) y Betty Cruz (Sigrid Alegría), madres de Santiago y Pamela, respectivamente. Ellas rompen su amistad de varios años y el almacén pasa a ser manejado sólo por Betty junto a la ayuda de Génesis Márquez (Nathalie Vera), una bella joven que llegó desde su tierra natal en Venezuela para buscar una nueva oportunidad en Chile. Gracias a la amabilidad de Betty, Génesis llega a vivir a su casa y comienza a ocupar la habitación de Pamela, luego que ella se va a vivir a la casa de Arturo.
En otro ámbito se encuentran los jóvenes hermanos menores de los novios, Marco García (Alfred Borner) e Iván Donoso (Clemente Rodríguez). Ambos son mejores amigos pero cada uno tiene un pensamiento diferente de la vida; Marco es un joven esforzado, con buenas calificaciones en el colegio y mantiene un carácter respetuoso con todos a su alrededor, y en cambio Iván es bastante revoltoso, suele sacar malas calificaciones y se rebela contra el sistema escolar. A pesar de las diferencias notables en el rendimiento escolar y los desastrosos pleitos que suceden entre sus respectivas familias, Marco e Iván acuerdan un pacto en que su amistad no terminaría nunca jamás, pero el acuerdo se rompe cuando ambos comienzan a pelearse por el amor de Génesis, que es mucho mayor que los dos. Génesis comienza a utilizar sus exóticos encantos para aprovecharse de la evidente ingenuidad de Marco, tratando de obtener cosas de él, sin saber que de un momento a otro ella termina poco a poco enamorándose del hermano de Santiago y correspondiendo la atracción mutua entre ambos; mientras que Iván intenta evitar de todas formas que ellos dos tengan ningún tipo de relación, debido a que el hermano de Pamela sólo quiere que la joven venezolana sea única y exclusivamente de su propiedad para cumplir con sus caprichos de niñito mimado. Mientras esto ocurre, Génesis no cuenta con que su rencoroso padre, José Gregorio Márquez (Alexander Solórzano), la localiza luego de buscarla por un largo tiempo. José Gregorio llega molesto a saldar asuntos pendientes contra su propia hija, porque según él, ella se quedó con todo su dinero por el que tanto ha trabajado, y por ende, la amenaza con revelar a los demás su pasado en Venezuela. Asimismo trata de acercarse a Betty, que tiene una desconocida relación con César y esconde un turbio y oscuro secreto que en cualquier momento puede salir a la luz con fuerte determinación.
Arturo enviudó hace varios años, su fortuna la obtuvo de un concurso similar al que dirige Eduardo, y su única compañía antes de la llegada de Pamela a su casa es Bella Martínez (Teresita Reyes), su leal empleada doméstica que sueña con volver a ver a su hijo que dio en adopción. Bella junto a Francisca se incomodan con la llegada de Pamela, ya que su vida es completamente opuesta a la de Arturo, que suele ser tranquilo y de bajo perfil; sin embargo, para la celebración de su cumpleaños, Arturo conoce por casualidad a Vilma, lo que se produce un cambio en sus vidas y sus corazones. Vilma es una pastelera talentosa y envidiable que se encargaba de hacer los dulces y pasteles de Las Picapiedras, los más deliciosos y populares del barrio. Pero, tras el fallido matrimonio entre Santiago y Pamela, eso sumado al quiebre de su amistad con Betty, Vilma se queda sin ingresos y comienza a trabajar para la pastelería favorita de Arturo. A medida que pasa el tiempo, Vilma siente que su esposo César no la valora mucho últimamente y poco a poco empieza a acercarse a Arturo, quien le corresponde a su cercanía y entre ambos puede llegar a ser algo más que una amistad, algo que ni siquiera la propia Pamela podría evitar. Pero lo que nadie sospecha es que Arturo oculta su real estado de salud, pues no confía mucho en el avance de la medicina debido a una enfermedad tan terrible que él considera imposible de tratar.
Johnny Videla (Claudio Castellón), que fue adoptado por Vilma y César desde niño y vive junto a la familia García, es el mejor amigo de Santiago, y el principal pilar de apoyo en el orfanato donde él creció y ambos amigos colaboran. Con mucha disposición a lograr todo lo que se propone, Johnny comienza a trabajar como mánager de Santiago, quien después de aquella decepción por la fallida boda, acepta ser rifado y se vuelve famoso en todo Chile. Desde entonces, Johnny y Francisca se transforman en los dos acompañantes recurrentes de Santiago, que de un momento a otro pasa de trabajar como mecánico del taller de bicicletas del barrio a visitar programas de televisión y ser perseguido por las mujeres en la calle, quienes lo conocen como El Novio de Chile. Es entonces cuando Pamela comienza a experimentar una crisis de celos sin razón, hasta el punto de hacer todo tipo de sucias tretas para hacer fracasar el concurso, debido a que, por su orgullo, no quiere admitir ninguno de sus errores ya cometidos. Sin embargo, Santiago siente que la suerte le sonríe sin sobresaltos y Pamela por fin descubre que será muy tarde para arrepentirse de haberlo abandonado.
Así empieza esta nueva aventura en la vida de Santiago, en la cual el destino le tiene preparada esta insólita sorpresa; sin importar lo que suceda en adelante, ni cuántos obstáculos deberá afrontar, la vida le va a dar un impulso para el amor y por ende, se le otorgará una Segunda Oportunidad.

## Reparto

### Principales
- Etienne Bobenrieth como Santiago "Chago" García
- Montserrat Ballarín como Francisca "Fran" Thompson
- Diego Muñoz como Eduardo Santander
- Francisca Walker como Pamela Donoso
- Héctor Noguera como Arturo Thompson
- Carolina Arregui como Vilma Flores
- Sigrid Alegría como Betty Cruz
- Claudio Arredondo como César García
- Teresita Reyes como Belén "Bella" Martínez
- Claudio Castellón como Jonathan "Johnny" Videla
- María José Necochea como Mónica Olavarría
- Clemente Rodríguez como Iván Donoso
- Nathalie Vera como Génesis Márquez
- Alfred Borner como Marco "Marquinhos" García
- Catalina Del Real como Manuela "Manu" Santander
- Maira Bodenhöfer como Sara Fernández
- Melissa Brandt Calderón  como Ximena

### Recurrentes e invitados especiales
- Luz Valdivieso como Alicia Aguilera
- Katty Kowaleczko como Stella Valderrama
- Claudia Pérez como Patricia Pérez
- Rodrigo Soto como Alfonso Reyes
- Fernanda Finsterbusch como Camila Hansen.
- Mabel Farías como Norma Silva
- Alejandro Trejo como Carlos Domínguez
- Mireya Sotoconil como Mirta
- Melissa Brandt como Ximena
- Andrea Pedraza como Lucy
- Damián Bodenhöfer como Raúl Fuentealba
- Hernán LaCalle como Augusto
- Enoe Coulon como Blanca, vecina de Betty.
- Francisco Reyes Cristi como Daniel
- Alexander Solórzano como José Gregorio Márquez
- Diana Bolocco como ella misma (Cameo).
- José Antonio Neme como él mismo (Cameo).
- Víctor Aranda como él mismo (Cameo).
- Erick Berríos como él mismo (Cameo)

## Producción
La historia está supuestamente inspirada, aunque no hay datos verídicos, en la historia de Santiago Cruz Aguilera, un hombre de Temuco que en la década de 1940, fue a la revista Ercilla para «rifarse como novio».

## Banda sonora
| Intérprete                   | Tema                    | Personaje(s)         | Actor(es)                                  |
| ---------------------------- | ----------------------- | -------------------- | ------------------------------------------ |
| Carlos Vives, Ricky Martin   | «Canción bonita»        | Tema central         | Tema central                               |
| Nabález, Morat               | «La correcta»           | Santiago y Francisca | Etienne Bobenrieth y Montserrat Ballarín   |
| Vanesa Martín                | «Hábito de ti»          | Santiago y Francisca | Etienne Bobenrieth y Montserrat Ballarín   |
| Elisa y Nicolás Chandía      | «Sin querer»            | Santiago y Alicia    | Etienne Bobenrieth y Luz Valdivieso        |
| Morat                        | «No hay más que hablar» | Santiago y Pamela    | Etienne Bobenrieth y Francisca Walker      |
| Bacilos                      | «Pasos de gigantes»     | Arturo y Pamela      | Héctor Noguera y Francisca Walker          |
| David Bisbal, Aitana         | «Si tu la quieres»      | Johnny y Pamela      | Claudio Castellón y Francisca Walker       |
| Sebastián Yatra, Myke Towers | «Pareja del Año»        | Marco y Génesis      | Alfred Borner y Nathalie Vera              |
| Melendi, Mau y Ricky         | «La Boca Junta»         | Arturo y Vilma       | Héctor Noguera y Carolina Arregui          |
| Ignacio Arocena              | «Fuiste tú»             | Iván y Cami          | Clemente Rodríguez y Fernanda Finsterbusch |

## Versiones
- #PobreNovio (2024-2025): Telenovela peruana. Protagonizada por Nico Ponce, Andrea Luna y Priscila Espinoza.